# Волна Мортона

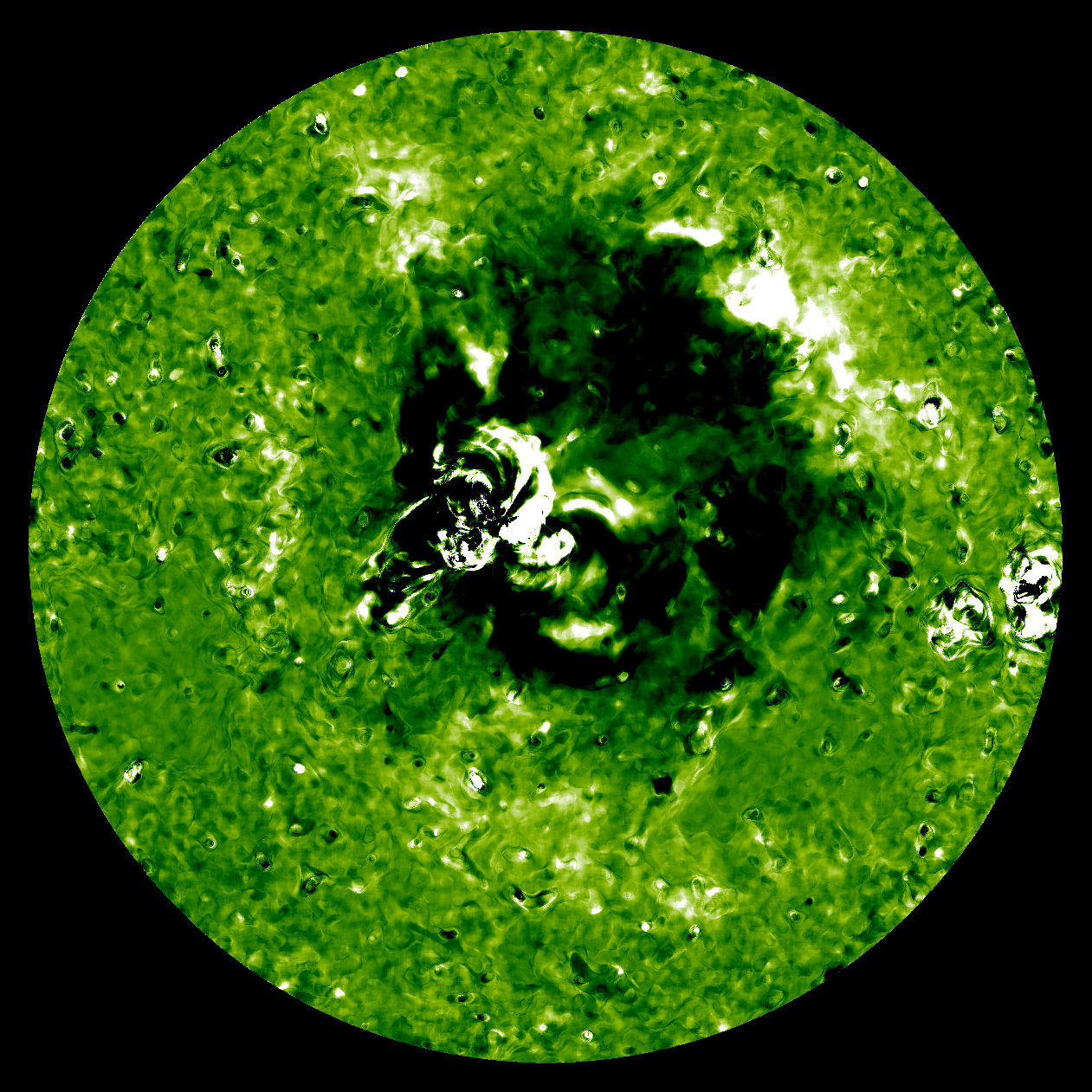
Солнечное цунами

Волна Мортона (англ. Moreton wave) — «солнечное цунами», ударная волна, распространяющаяся в солнечной короне со скоростью 500—1500 км/с, наблюдаемая в основном в спектральной линии Hα и видимая в виде движущейся дуги.
Названа в честь американского астронома Гейла Мортона, который заметил её в 1959 году, работая в солнечной и астрофизической лаборатории Lockheed Martin в городе Бербанк (Калифорния), путём анализа последовательных фотографий, сделанных в спектральных линиях альфа-перехода Балмера.
В 1995 году космическая обсерватория SOHO обнаружила другой вид подобных волн в дальней ультрафиолетовой части спектра а в феврале 2009 года произвела наблюдения волны Мортона, движущейся на высоте 100 тыс. км. со скоростью 250 км/с.